# Alissonotum africanum
Alissonotum africanum är en skalbaggsart som beskrevs av S. Endrödi 1974. Alissonotum africanum ingår i släktet Alissonotum och familjen Dynastidae. Inga underarter finns listade i Catalogue of Life.